# Подкопаев, Николай Васильевич
Николай Васильевич Подкопаев (род. 22 декабря 1946 — 8 мая 2024, Москва) — советский хоккеист, защитник. Мастер спорта СССР.

## Биография
Воспитанник ЦСКА. В чемпионате СССР провёл шесть сезонов, выступая за ЦСКА (1964/65 — 1966/67) и «Крылья Советов» (1967/68 — 1969/70).
Обладатель Кубка Ахерна (1968).